# Liparis vittata
Liparis vittata är en orkidéart som beskrevs av Henry Nicholas Ridley. Liparis vittata ingår i släktet gulyxnen, och familjen orkidéer.
Artens utbredningsområde är Sumatera. Inga underarter finns listade i Catalogue of Life.